# Rosenbergia
Rosenbergia is een kevergeslacht uit de familie van de boktorren (Cerambycidae). De wetenschappelijke naam van het geslacht werd voor het eerst geldig gepubliceerd in 1881 door Ritsema.

## Soorten
Rosenbergia omvat de volgende soorten:
- Rosenbergia bismarckiana Kriesche, 1920
- Rosenbergia breuningi Rigout, 1982
- Rosenbergia chaminadei Rigout, 2004
- Rosenbergia chicheryi Rigout, 1981
- Rosenbergia clarki Rigout, 1982
- Rosenbergia dankersi Rigout, 2004
- Rosenbergia darwini Casadio, 2008
- Rosenbergia denserugata Breuning, 1936
- Rosenbergia dianneae Allard, 1990
- Rosenbergia drouini Rigout, 1992
- Rosenbergia drumonti Wallin & Nylander, 2007
- Rosenbergia ehrmanae Rigout, 1982
- Rosenbergia exigua Gahan, 1888
- Rosenbergia freneyi Rigout, 1988
- Rosenbergia gilmouri Rigout, 1982
- Rosenbergia hudsoni Nylander, 2004
- Rosenbergia humeralis Gilmour, 1966
- Rosenbergia lactiflua (Fairmaire, 1883)
- Rosenbergia lepesmei Gilmour, 1960
- Rosenbergia mandibularis Ritsema, 1881
- Rosenbergia megalocephala Poll, 1886
- Rosenbergia porioni Rigout, 2004
- Rosenbergia rubra Gilmour, 1966
- Rosenbergia rufolineata Breuning, 1948
- Rosenbergia samuelsoni Rigout, 1982
- Rosenbergia schmitti Rigout, 1981
- Rosenbergia scutellaris Aurivillius, 1924
- Rosenbergia straussii (Gestro, 1876)
- Rosenbergia umboii Gilmour, 1960
- Rosenbergia vetusta Ritsema, 1881
- Rosenbergia weiskei Heller, 1902
- Rosenbergia xenium Gilmour, 1959